# マガイェ・グエイェ
マガイェ・スリーニュ・ファリル・ディ・ネルソン・グエイェ（Magaye Serigne Falilou Dit Nelson Gueye, 1990年7月6日 - ）は、フランス・ノジャン＝シュル＝マルヌ出身のセネガル人サッカー選手。FCディナモ・ブカレスト所属。ポジションはFW（センターフォワード、ウィング）。

## 経歴
2010-11シーズンより、プレミアリーグのエヴァートンFCへ5年契約で移籍。
ロベルト・マルティネス監督の下で2013-14シーズンは2014年1月25日のFAカップ・スティーヴニッジFC戦のみの出場に留まり、6月13日にクラブとの契約を解除しグディソン・パークを去る。翌月25日にチャンピオンシップのミルウォールFCと延長オプション付きの1年契約を締結する。
2021年2月10日に行われたクパ・ロムニエイのFCSB戦後のドーピング検査においてコカインの陽性反応を示し、2年間の公式戦出場停止処分を科された。

## 代表歴
フランス代表の各世代でプレーしていたが、2012年のロンドン・オリンピックにU-23セネガル代表として参加した。

## タイトル
アダナスポル
- TFF1.リグ : 2015-16

カラバフ
- アゼルバイジャン・プレミアリーグ : 2019-20